# Torres de Kuwait
Las Torres de Kuwait son un grupo de tres esbeltas torres en la ciudad de Kuwait, de pie en un promontorio en el golfo Pérsico. Fueron inauguradas oficialmente el 26 de febrero de 1977 y se han valorado como un hito y símbolo del Kuwait moderno.

## Diseño y construcción
La torre principal posee unos 187 metros de altura y lleva dos esferas. La esfera inferior tiene en su parte inferior de un tanque de agua de 4.500 metros cúbicos y en su mitad superior un restaurante para 90 personas, una cafetería, un salón y una sala de recepción. La esfera superior, que se eleva a 123 metros sobre el nivel del mar y completa una vuelta completa cada 30 minutos, tiene una cafetería. La segunda torre es de 147 metros de altura y sirve como un depósito de agua. La tercera torre alberga equipos para iluminar las dos torres grandes. Las torres tienen 9.000 metros cúbicos de agua por completo. Aunque hay tres torres, la estructura se refiere a menudo como Torre Kuwait en singular.
Las Torres de Kuwait fueron diseñadas por la arquitecta danesa Malene Bjørn como parte de un proyecto de distribución de agua a cargo de la empresa de ingeniería sueca VBB (rebautizada Sweco en 1997). El arquitecto jefe de la compañía de Sune Lindström erigió cinco grupos de sus típicas torres de agua "seta", las Torres de agua de Kuwait, pero el emir de Kuwait, el jeque Yaber Al-Ahmad, quería un diseño más atractivo para el sexto sitio. De los diez diseños diferentes, tres se presentaron al Emir, que eligió el diseño construido.
El proyecto de las Torres de Kuwait fue hecho por VBB, quien contrajo la construcción para Energoprojekt de Belgrado, Yugoslavia. Las torres fueron construidas de hormigón armado y hormigón pretensado. La construcción se llevó a cabo desde 1971 hasta 1976 y la torre principal se abrió al público el 1 de marzo de 1979.
Aproximadamente 41.000 discos de acero esmaltados abarcan las tres esferas en ocho tonos de azul, verde y gris, que recuerdan las cúpulas de azulejos de las mezquitas históricas. Los discos están dispuestos en patrones en espiral alrededor de las esferas. Según el arquitecto, el grupo de las torres se refiere a los ideales de la humanidad y la tecnología, simbolizada por el globo y el cohete. Las Torres de Kuwait fueron, junto con las Torres de agua de Kuwait, fueron galardonadas con el Premio Aga Khan de Arquitectura en 1980. Durante la primera guerra del Golfo de 1990 y 1991, las torres fueron dañadas, ya que Saddam Hussein pretendía demolerlas. Afortunadamente, sólo se hicieron daños menores a las estructuras.

## Galería

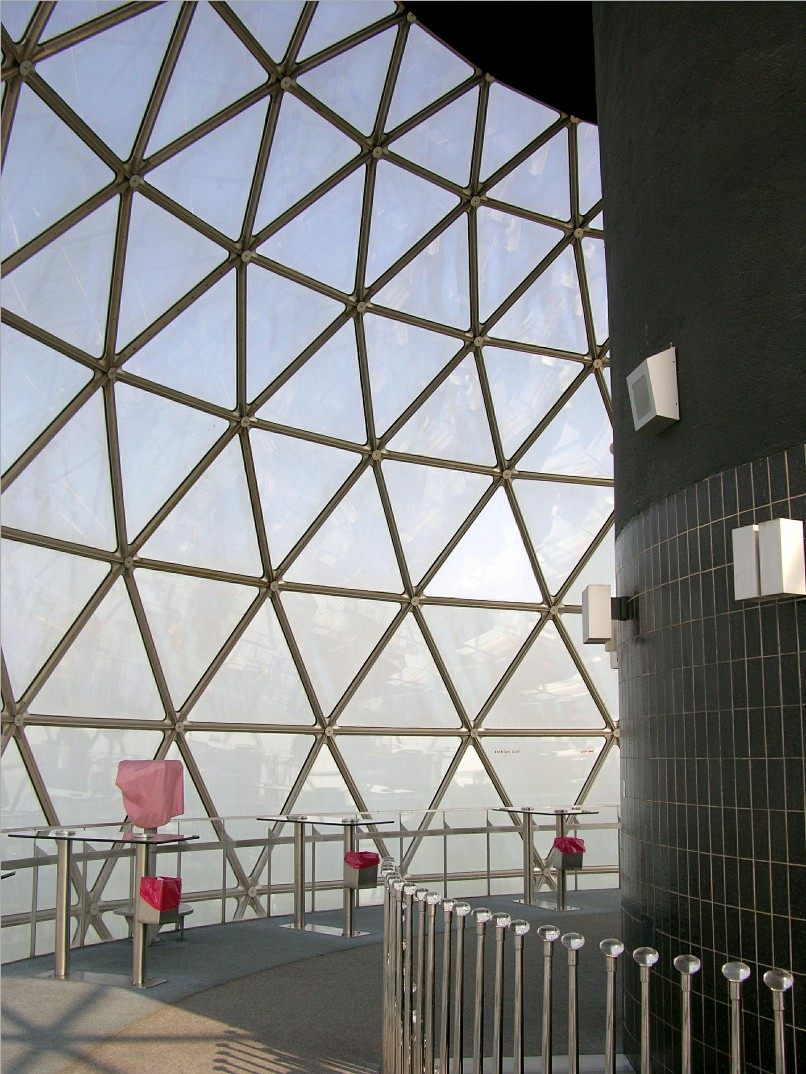
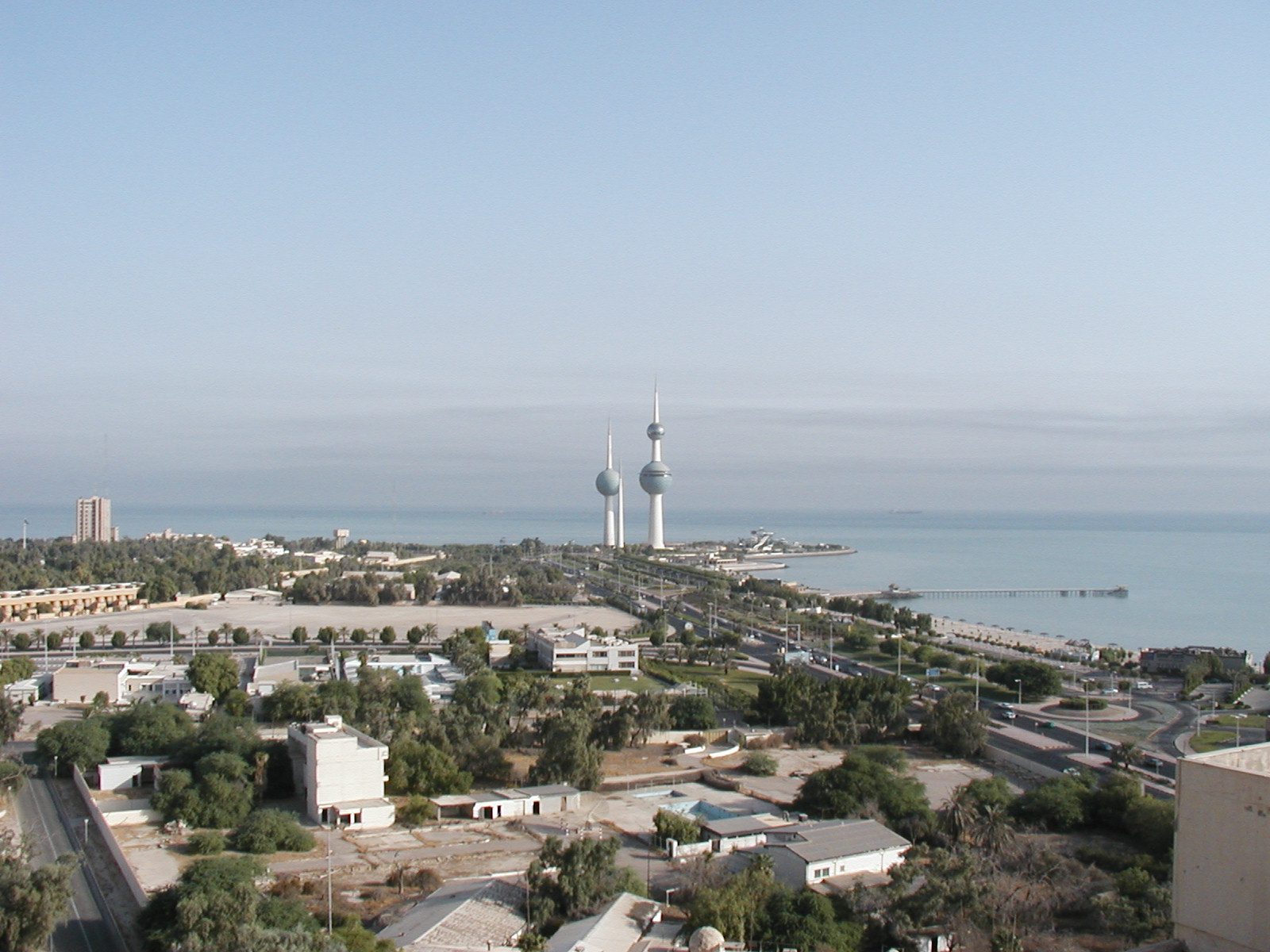